# Relations entre les États-Unis et la Russie
Les relations entre les États-Unis et la Russie sont les héritières des relations entre les États-Unis et l'URSS à compter de 1991, date de dissolution de l'URSS.
Après une période de relative normalisation faisant suite à la guerre froide, elles connaissent de nouvelles tensions palpables à partir de 2002 avec la décision prise dans le cadre de l'OTAN du déploiement par les États-Unis de leur bouclier anti-missile en Europe de l'Est, la reprise des vols continus des bombardiers stratégiques russes en 2007 renouant avec un modus operandi de la guerre froide, puis en 2013 avec la guerre en Syrie, la crise ukrainienne suivie de la guerre du Donbass.
Malgré l'élaboration de plusieurs traités sur la réduction des armes nucléaires START I et II (qui ont abouti à une réduction des stocks d'ogives nucléaires sans pour autant diminuer les capacités de destruction effectives et le danger de destruction mutuelle assurée), puis du New START, les relations entre les deux pays sont caractérisées par un climat de défiance et d'inquiétude concernant leurs politiques militaires réciproques, à tel point que l'expression nouvelle guerre froide est utilisée en février 2016 par le Premier ministre russe Dmitri Medvedev, et que les deux pays signent leur abandon du traité sur les forces nucléaires à portée intermédiaire (signé en 1987) le vendredi 2 août 2019.

## Histoire

### De la dissolution de l’Union soviétique à la démission de Boris Eltsine (1991-1999)

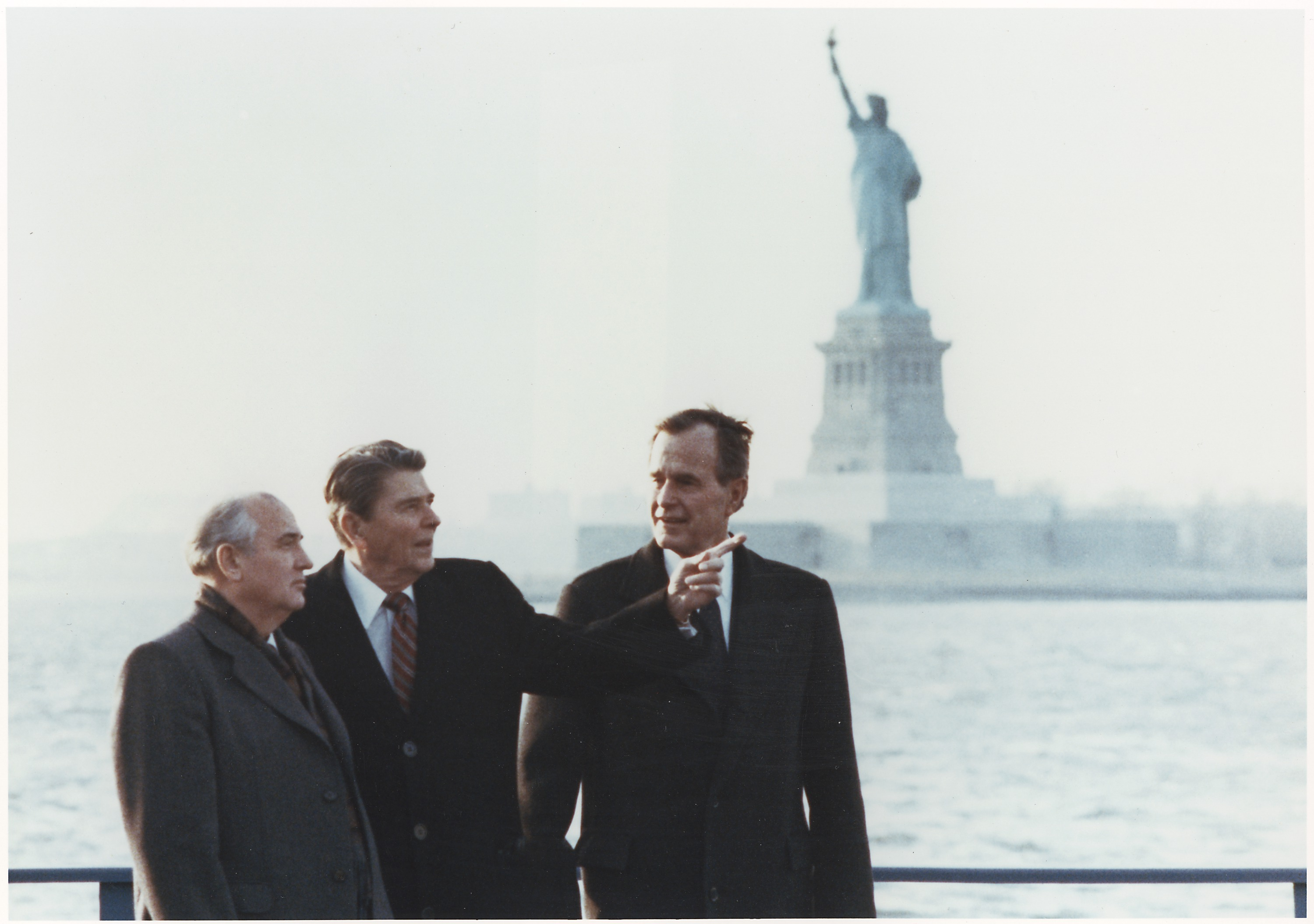
Le leader soviétique Mikhail Gorbachev rencontre Ronald Reagan et le président élu George H. W. Bush à New York en décembre 1988

Le 25 décembre 1991, l'Union soviétique a été dissoute et la Communauté des États indépendants, une association des républiques constituantes de l'ex-URSS (à l'exception des États baltes), a été formée. La république socialiste fédérative soviétique de Russie est devenue un État indépendant qui a hérité du statut de membre permanent du Conseil de sécurité des Nations unies et qui s'est proclamée le successeur de l'URSS[réf. nécessaire].
Les relations entre la Russie et les États-Unis restent généralement chaleureuses sous le président russe, Boris Eltsine, le président américain George H. W. Bush, puis les administrations de Bill Clinton dans les années 1990. En 1993, les parties signent le traité sur le contrôle des armements START II, qui visait à interdire l’utilisation de missiles balistiques intercontinentaux (ICBM) équipés de plusieurs têtes à cibles indépendantes (MIRV). Le traité a finalement été ratifié par les deux pays, mais il n'a jamais été mis en œuvre et est officiellement abandonné en 2002, à la suite du retrait des États-Unis du traité de 1972 sur les missiles anti-balistiques. En 1994, Boris Eltsine met en garde les Occidentaux contre de nouvelles adhésions à l'OTAN que réclament plusieurs pays d'Europe centrale et orientale, en réaffirmant qu'un tel élargissement pourrait provoquer une « déstabilisation politique et militaire ». Les pays de l'Est sont alors inquiets, des soldats russes étant en effet massés à la frontière de la Lettonie. Mais les pays de l'OTAN décident alors de ne pas élargir l'organisation à la suite des propos d'Eltsine. Le président polonais Lech Walesa critique la politique « irresponsable et à courte vue » des occidentaux, comparant leur attitude à celle que les démocraties avaient adoptée face à la montée du nazisme.
À la fin des années 1990, les relations commencent à s'effriter, Moscou se méfiant des intentions de Washington à la lumière de la première phase de l'expansion de l'OTAN vers l'est. La Russie s’oppose farouchement à l’opération militaire menée par l'OTAN contre la Serbie et le Monténégro dans le cadre de la guerre du Kosovo amorcée fin mars 1999. En décembre 1999, alors qu’il se rend en Chine, le président Boris Eltsine agresse ainsi verbalement le président américain Bill Clinton pour avoir critiqué la tactique russe en Tchétchénie (au début de la deuxième guerre de Tchétchénie) rappelant avec force que la Russie demeurait une superpuissance nucléaire.

### Du premier mandat de Vladimir Poutine à la fin du second mandat de George W. Bush (2000-09)
Au cours des premières présidences de Vladimir Poutine, qui a assumé la plus haute fonction, en qualité de président par intérim, le dernier jour de 1999, et le président des États-Unis, George W. Bush, les États-Unis et la Russie ont commencé à avoir de graves désaccords[incompréhensible]. Sous Poutine, la Russie est devenue plus affirmée dans les affaires internationales. Sous Bush, les États-Unis adoptent une politique de plus en plus unilatérale dans leur politique étrangère à la suite des attentats du 11 septembre 2001. En 2001, les États-Unis annoncent l'expulsion d'une cinquantaine de diplomates russes, dont quatre en particulier qui sont accusés d'avoir été en contact avec l'agent du FBI Robert Hanssen, arrêté pour avoir vendu des informations secrètes à la Russie ; Moscou réplique en expulsant le même nombre de personnes.
Les dirigeants russes ont reproché aux autorités américaines d’avoir encouragé les révoltes anti-russes lors de la révolution des Roses en Géorgie en 2003 et de la révolution orange en Ukraine un an plus tard, considérées par l’administration Poutine comme une intrusion dans la sphère géographique de la Russie.
Néanmoins, Poutine et Bush auraient établi de bonnes relations personnelles.
A la fin 2001, le président W. Bush dénonce unilatéralement le traité sur les missiles antimissile balistiques qui structurait un équilibre de l'arsenal nucléaire stratégique entre les États-Unis et la Russie depuis 1972. L'objectif affiché est de pouvoir faire avancer le projet américain de système de défense antimissile. Dans le même temps, le président W. Bush propose à la Russie la poursuite d'une politique de réduction des armements stratégiques.
Dès cette annonce, le président Poutine qualifie cette décision d'erreur et souligne que selon lui ce traité est à la base de la stabilité stratégique à l'échelle mondiale, en particulier sous l'aspect de la recherche d'une limitation de la prolifération de l'armement nucléaire. Cependant, à l'inverse de son positionnement initial, il précise que la décision américaine ne "menace pas la sécurité nationale" russe.
A la mi 2002, le retrait des États-Unis du traité sur les missiles antimissile balistiques est acté.
En 2003, de fortes divergences s'expriment au sein des instances onusiennes entre les États-Unis et la Russie. La Russie marque son opposition à l'invasion "préventive" de l'Irak proposée par les États-Unis au Conseil de sécurité des Nations unies et envisage ouvertement d'exercer son droit de veto. Les États-Unis, accompagnés par la Grande-Bretagne et l'Espagne renoncent finalement le 17 février 2003 à présenter leur résolution aux voix à l'ONU et de se passer d'un mandat explicite de celle-ci; un positionnement rendant de facto la guerre d'Irak illégale au regard du droit international,,,.
La Russie a considéré l'expansion de l'OTAN dans l'ancien bloc de l'Est et les efforts déployés par les États-Unis pour accéder au pétrole et au gaz naturel d'Asie centrale comme un empiétement potentiellement hostile sur la sphère d'influence de la Russie,,,.
Le projet américain de stationner des missiles en Pologne provoque une controverse importante entre les deux pays en 2007-2008. En février 2007, lors de la 43ème Conférence de Munich sur la sécurité, le président russe Vladimir Poutine surprend les occidentaux en dénonçant violemment la politique des Etats-Unis avec des propos tels que : « la guerre froide a laissé derrière elle des munitions qui n'ont pas encore explosé ». Cette prise de parole ne sera pas prise en compte sérieusement par l'ensemble de la communauté internationale, en dépit de ce qu'elle laisse augurer en termes de prises de positions et de décisions russes. En mars 2007, les États-Unis annoncent leur intention de construire une installation de défense de missiles antibalistiques en Pologne ainsi qu’une station radar en République tchèque. Les deux États sont d'anciens membres du pacte de Varsovie. La Russie considère le nouveau système comme une menace potentielle et réagit en testant un missile balistique intercontinental à longue portée, le RS-24. Vladimir Poutine avertit alors les États-Unis que ces nouvelles tensions pourraient transformer l’Europe en un « fût de poudre ». Le 3 juin 2007, le premier vice-président du gouvernement Dmitri Medvedev avertit que si les États-Unis construisaient le système de défense antimissile en Europe de l'Est, la Russie envisagerait de positionner ses propres missiles sur ses territoires les plus à l'Ouest afin de cibler les nouveaux sites anti-missile américains. Le 19 août 2007, le président Vladimir Poutine annonce la reprise des vols continus de bombardiers stratégiques interrompus depuis 1992, avec les anciens Tu-95 et plus récents Tu-160.

### Du premier mandat d’Obama à l’élection de Trump (2009-2016)

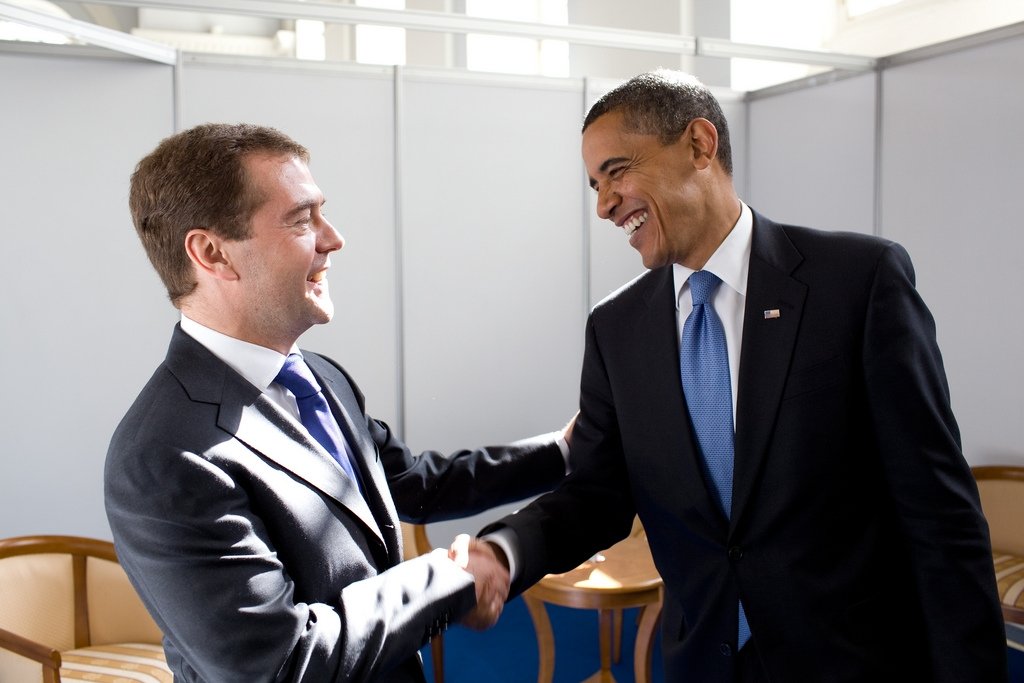
Barack Obama avec le président russe Dmitry Medvedev en 2009.

Bien que les relations américano-russes aient été tendues sous l'administration Bush, le président russe Dmitri Medvedev (président de mai 2008 à mai 2012, avec Vladimir Poutine à la tête du gouvernement) et le président américain Barack Obama donnent un ton chaleureux au sommet du G20 de 2009 à Londres. Ils publient une déclaration commune qui promet un « nouveau départ » dans les relations russo-américaines. La déclaration appelle également l'Iran à abandonner son programme nucléaire et à autoriser des inspecteurs étrangers dans le pays. En mars 2009, la secrétaire d’État américaine Hillary Clinton et son homologue russe Sergueï Lavrov appuient symboliquement sur un bouton de "réinitialisation"[réf. souhaitée].
Début juillet 2009, Obama se rend à Moscou où il a des entretiens avec le président Medvedev et le Premier ministre Poutine. S'exprimant à la nouvelle école économique, Obama déclare lors d'une grande assemblée : « Les États-Unis veulent une Russie forte, pacifique et prospère. Cette conviction est enracinée dans notre respect pour le peuple russe et dans une histoire commune qui dépasse la concurrence ». Néanmoins, quelques jours après la visite du président Obama à Moscou, le vice-président américain Joe Biden affirme dans un entretien à un journal américain, que la Russie, avec sa population en décroissance et son économie « en perte de vitesse » devrait faire des accommodements avec l’Occident concernant un large éventail de questions de sécurité nationale[réf. nécessaire].
En 2010, le FBI met au jour un réseau d'espions russes aux États-Unis. Onze personnes sont expulsées du pays.

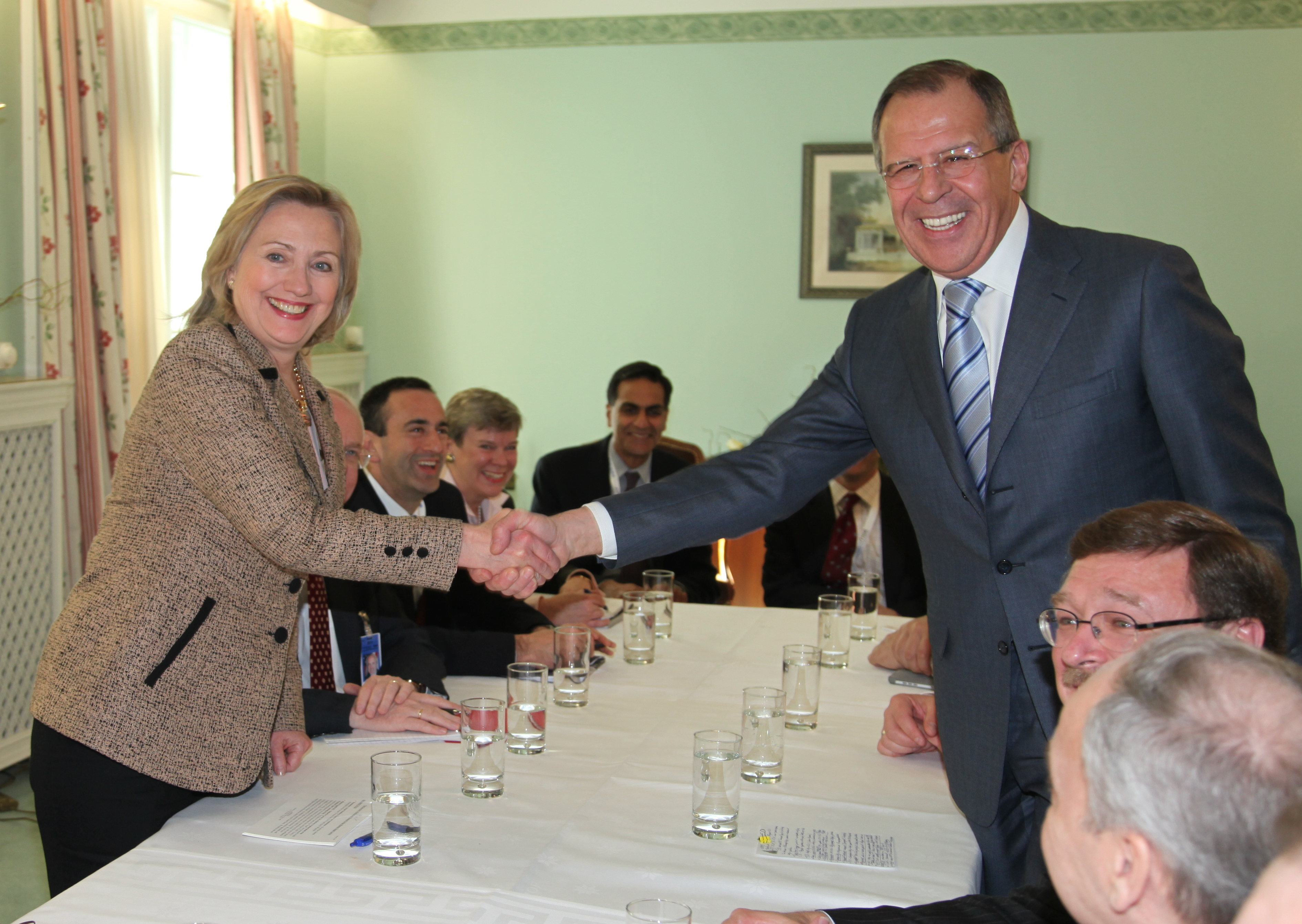
La secrétaire d'État Hillary Clinton et le ministre russe des Affaires étrangères Sergueï Lavrov se serrent la main après la signature du nouveau traité START à Munich, en Allemagne, le 5 février 2011

En mars 2010, les États-Unis et la Russie concluent un accord visant à réduire leurs stocks d'armes nucléaires. Le nouveau traité de réduction des armes nucléaires (appelé Nouveau START) est signé par les présidents Obama et Medvedev le 8 avril 2010. Cet accord ramène le nombre d'armes nucléaires à longue portée détenues par chaque partie à environ 1 500, contre 1 700-2 200 fixés par le traité de Moscou de 2002. Le nouveau START remplace le traité de 1991 sur la réduction des armes stratégiques, qui a expiré en décembre 2009[réf. souhaitée].
Au début des manifestations de masse qui ont commencé en Russie après les élections législatives de début décembre 2011, le Premier ministre Vladimir Poutine accuse les États-Unis d'ingérence et d'incitation à des troubles, précisant que la secrétaire d'État Hillary Clinton avait envoyé « un signal » à « certains acteurs de notre pays ». Ses commentaires sont vus comme une indication de l'échec des efforts de l'administration Obama pour rétablir des relations moins tendues[réf. souhaitée].
Le 14 décembre 2012, Barack Obama signe la loi Magnitski, qui prévoit d'appliquer des sanctions financières et des interdictions de visa contre les fonctionnaires russes suspectés d'être impliqués dans des atteintes aux droits humains en Russie. Le 28 décembre 2012, le président russe Vladimir Poutine signe un projet de loi, largement considéré comme une mesure de rétorsion, interdisant à tout citoyen américain d'adopter des enfants russes.
Edward Snowden, un contractant du gouvernement des États-Unis, qui avait copié et publié des centaines de milliers de pages de documents secrets du gouvernement des États-Unis, s'enfuit à Hong Kong, puis en Russie où, en juillet 2013, il obtient l'asile politique. Il était recherché par un procureur américain aux termes d'un mandat d'arrêt pour vol de biens appartenant au gouvernement et pour espionnage. L'octroi de l'asile aggrave encore les relations entre les deux pays et conduit à l'annulation d'une réunion entre Obama et Poutine prévue début septembre 2013 à Moscou.
À la mi-septembre 2013, les États-Unis et la Russie ont conclu un accord en vertu duquel les armes chimiques de la Syrie seraient placées sous contrôle international et éventuellement détruites. Le président Obama s'est félicité de l'accord signé peu de temps après dans la résolution 2118 du Conseil de sécurité des Nations unies.
Fin 2013, la Russie annonce qu'un réarmement des divisions Kozelsk, Novosibirsk et Tagil Rocket avec des missiles balistiques intercontinentaux RS-24 Yars avancés était en cours. En juillet 2014, le gouvernement américain accuse officiellement la Russie d'avoir violé le traité INF de 1987 sur les forces nucléaires à portée intermédiaire en testant un missile de croisière au sol à moyenne portée interdit (vraisemblablement le R-500, une modification d'Iskander), et menacé de riposter en conséquence. Des préoccupations ont également été causées aux États-Unis par les tirs d'essai en 2014 du missile balistique intercontinental russe Rubezh RS-26, capable de contourner les défenses missiles anti-balistiques existantes.
En réaction à la crise ukrainienne de 2014, l'Union européenne sanctionne la Russie en interdisant certaines personnalités de visa sur son territoire, ce à quoi la Russie répond par des sanctions similaires visant des personnalités américaines et canadiennes.
Obama a reconnu le rôle de la Russie dans la conclusion de l'accord visant à limiter le programme nucléaire iranien conclu en juillet 2015, et a personnellement remercié Poutine pour le rôle joué par la Russie dans les négociations.
Le 12 avril 2016, un bombardier Soukhoï Su-24 passe à moins de neuf mètres d'un destroyer américain, dans une « configuration d’attaque simulée ». Le 14 avril, un chasseur russe intercepte un avion militaire de reconnaissance américain qui effectuait un vol de routine dans l’espace aérien international au-dessus de la mer Baltique. La porte-parole du Pentagone fait valoir le caractère dangereux de ces manœuvres et le risque « d'escalade inutile des tensions » entre les deux pays.
À la suite d'accusations d'ingérences russes dans l'élection présidentielle américaine de 2016, le président Barack Obama ordonne l'expulsion de 35 diplomates russes de l'ambassade à Washington et du consulat de San Francisco, la fermeture de deux sites de renseignement russe dans le Maryland et à New York et de sanctions économiques contre les services de renseignements russes et trois entreprises. Il s'agit des plus importantes représailles des États-Unis vis-à-vis de la Russie depuis la fin de la guerre froide. Se concentrant sur la présidence de Donald Trump qui doit entrer en fonctions le mois suivant, Vladimir Poutine rompt avec la pratique habituelle de réciprocité d'expulsion et invite même les enfants des diplomates en poste à Moscou au Noël du Kremlin. Comptant sur de meilleures relations avec le nouveau président américain, le chef d'État russe ne prend aucune décision avant que, en juillet 2017, le Congrès adopte de nouvelles sanctions. Début septembre, Washington ferme le consulat général de Russie à San Francisco. Ce durcissement a lieu en parallèle de l'affaire du Russiagate, qui met Donald Trump sous la pression d'enquêtes.

### De l’investiture de Trump au présent

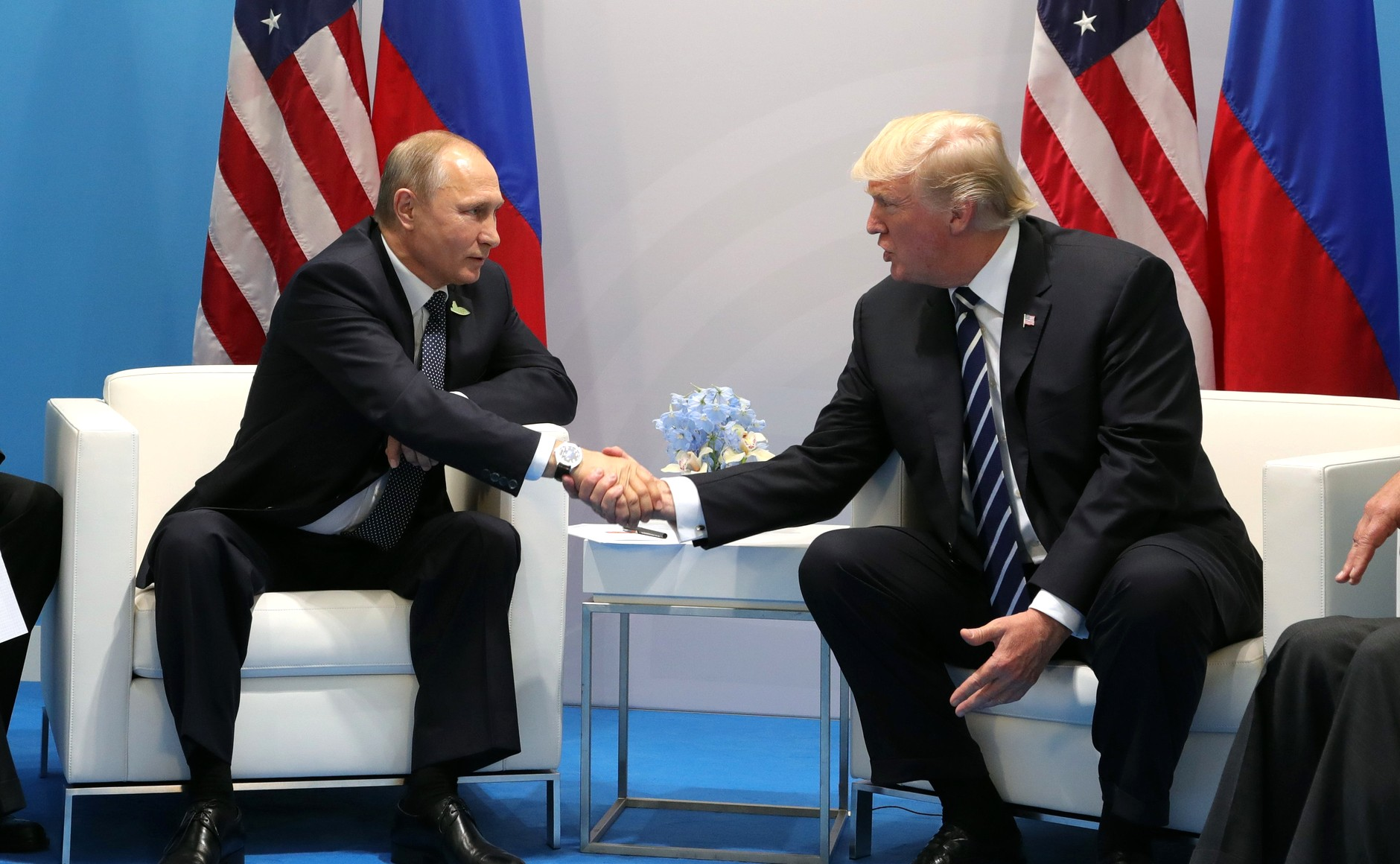
Vladimir Poutine et Donald Trump au sommet du G20 de 2017.

En mars 2018, Donald Trump signe l'ordre d'expulsion de 60 diplomates russes accusés d'espionnage aux États-Unis, soit le plus massif de l'histoire entre les deux pays. Le Figaro relève que « cette tension, au plus haut depuis des décennies, est d'autant plus paradoxale que Donald Trump continue à professer son désir de coopérer avec Vladimir Poutine sur les grands dossiers internationaux. Selon NBC News, il aurait demandé à ses collaborateurs de ne pas s'exprimer publiquement sur la Russie, notamment après sa décision, en décembre, de livrer des armes antichars à l'Ukraine. Une décision que n'avait pas voulu prendre l'Administration Obama. Après des semaines d'hésitations, Trump en a été convaincu par son équipe de sécurité nationale l'assurant que le chef du Kremlin ne respectait que la force ».
En juin 2019, le New York Times publie des informations selon lesquelles les États-Unis multiplient les intrusions numériques dans le réseau électrique russe. L'information est niée par Donald Trump.

### Invasion de l'Ukraine par la Russie
En 2022, alors que la Russie masse des troupes à sa frontière avec l'Ukraine mais aussi en Biélorussie, la porte-parole de la Maison Blanche, Jen Psaki, affirme que « la Russie peut lancer à tout moment une attaque en Ukraine.
Les États-Unis ont livré de grande quantité d'armes à l'Ukraine dont des missiles antichars Javelin et Nlaw, des systèmes de défense aérienne Patriot, obusiers M777, des lance-roquettes multiples Himars et des chars Abrams.
Le 18 février 2025, le Secrétaire d'État américain Marco Rubio rencontre le ministre russe des Affaires étrangères Sergueï Lavrov à Riyad en Arabie Saoudite. Il s'agit du premier dialogue diplomatique entre les États-Unis et la Russie depuis l'invasion de l'Ukraine par la Russie en 2022. La rencontre marque un tournant significatif de la politique étrangère des États-Unis à l'égard de la Russie et se conclut sur un accord pour établir un processus de paix aboutissant à la fin du conflit en Ukraine et des projets d'accords d'investissement et de normalisation des relations,. 

## Politiques militaires
Le développement par les Russes du super-lanceur de missiles Sarmat et du programme nucléaire militaire dans lequel il s'inscrit, mis en place selon les Russes en riposte au programme Prompt Global Strike est suivi avec attention par les États-Unis et pose des questions sur le respect du traité New START.

## Relations économiques
Les deux pays sont impliqués dans l'embargo alimentaire russe de 2014, qui fait suite aux sanctions économiques décidées par l'Europe en 2014. 
Pourtant malgré l'embargo, les États-Unis achètent du gaz russe, pour faire face au terrible hiver 2017-2018, alors qu'elle impose à ses alliés européens de respecter l'embargo sur le gaz à la Russie,,,,.
Pour échapper aux risques de sanctions américaines, la Russie promeut l'utilisation d'autres monnaies d'échange internationales. Cette stratégie de « dé-dollarisation » de la Russie se traduit dans les chiffres par une « recul spectaculaire » de l'utilisation du dollar : au quatrième trimestre 2020, seulement 48 % des exportations russes ont été payées en dollars, selon la Banque centrale de Russie à comparaison de 73 % en 2015. Les grandes entreprises exportatrices russes contrôlées par l’État, comme Gazprom ou Rosneft, ont été incitées à renégocier leurs contrats dans le but de réduire la dépendance de la Russie à l’égard du dollar américain. La Russie a également réduit la part de ses réserves de change détenues en dollars. C'est la monnaie européenne qui profite le plus de ce changement.

## Lutte contre le terrorisme
En 2017, la CIA transmet au Kremlin des informations lui permettant de déjouer un attentat planifié à Saint-Pétersbourg. Le 17 décembre 2017, Vladimir Poutine remercie Donald Trump pour cette coopération.